# Westliche Vorstädte von Potsdam
Die Westlichen Vorstädte von Potsdam setzten sich aus den Stadtteilen Brandenburger Vorstadt, Potsdam-West, Friedrichsstadt, Kiewitt und Wildpark zusammen. Sie liegen zwischen der Havel, an deren Ufer sich ein langgestreckter Uferwanderweg befindet, und dem Schlosspark von Sanssouci.

## Brandenburger Vorstadt

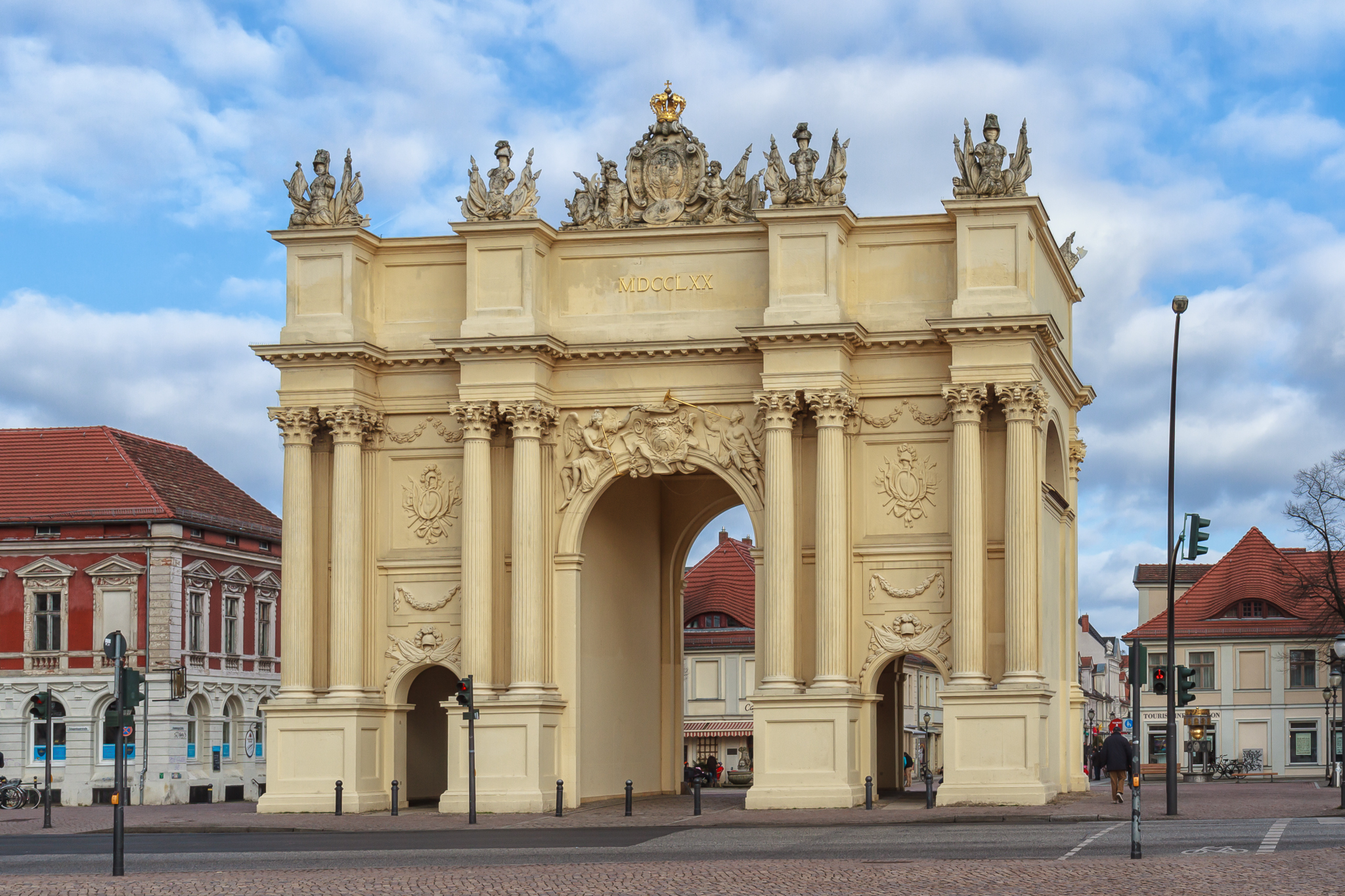
Das Brandenburger Tor in Potsdam

Die Brandenburger Vorstadt beginnt westlich des Brandenburger Tors am Luisenplatz und erstreckt sich über das Gebiet zwischen Havel und der dort verlaufenden Ost-West-Eisenbahnstrecke und dem Park Sanssouci mit den berühmten Welterbeschlössern und -liegenschaften aus der Zeit als königliche Residenzstadt.
Die Bebauung der Gegend fand überwiegend in der zweiten Hälfte des 19. Jahrhunderts und in den 1900er Jahren statt, als man dringend Wohnungen für die Erweiterung der Garnison- und Residenzstadt benötigte. Hier befindet sich ein weitgehend originalerhaltenes zusammenhängendes Altbauensemble, welches ursprünglich vorwiegend für höhere Offiziere und Beamte und deren Familien angelegt wurde. Daraus resultieren auch die typischen, großzügig dimensionierten Wohnungen, oft mit Vorgarten und Balkons, vieles davon, entsprechend der damaligen Mode im Jugendstil. Besonders beliebt ist dieses Wohnviertel auch durch seine direkte Anrainerschaft zum Park Sanssouci.

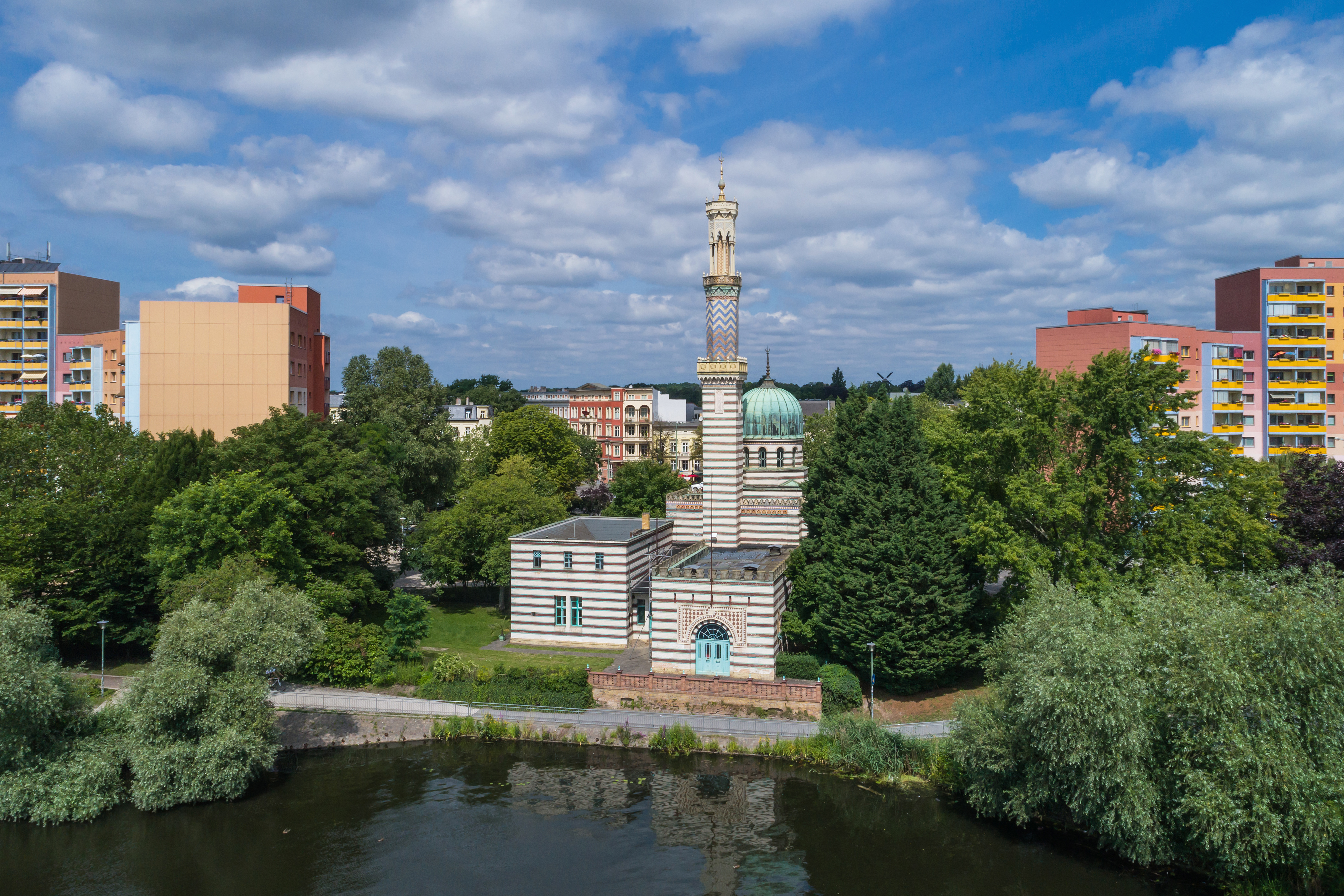
Die 1841 errichtete Moschee von Potsdam ist das Wasserpumpwerk der Fontänen von Sanssouci.

In großen Teilen der Brandenburger Vorstadt, insbesondere in deren südöstlichem Bereich, der Neustädter Havelbucht, sind in den 1970er Jahren mehrgeschossige Plattenbauten errichtet worden. Diese bilden die Neubauwohngebiete „Auf dem Kiewitt“ und „Potsdam-West“, welches jedoch nicht mehr zur Brandenburger Vorstadt zählt. An der Havelbucht steht auch das Wasserpumpwerk für die Fontänen und Wasserspiele im Park Sanssouci. Dieses wurde zur optischen Verhüllung im Stil einer kleinen Moschee, der Potsdamer Moschee, erbaut und fördert das Havelwasser aus der Bucht in den benachbarten Schlosspark.
Südwestlich der Havelbucht schließt sich bis zur Zeppelinstraße die Halbinsel „Auf dem Kiewitt“ an. Landseitig, bis zum Bahnhof Potsdam Charlottenhof, findet sich hier die Bebauung der Friedrichsstadt, benannt nach dem früheren Oberbürgermeister Hans Friedrichs, welche durch den Architekten Georg Fritsch Mitte der 1930er Jahre angelegt und in den 1980er Jahren durch schlangenförmig, entlang der Neustädter Havelbucht erbaute, acht- bis elfgeschossige Wohnblöcke und vier Hochhäuser erweitert wurde. Die Friedrichsstadt liegt gegenüber der Halbinsel Hermannswerder, mit der sie durch eine Seilfähre verbunden ist. Die nach der politischen Wende der 1990er Jahre aufgekommene Kritik an der Störung der Sichtachsen in Potsdam ist mittlerweile, auch durch die umfangreichen Sanierungsmaßnahmen und Anpassungen der optischen Ansichten, weitgehend wieder verstummt, zumal dieses Gebiet aufgrund seiner direkten Havelnähe auch als das beliebteste „Neubauviertel“ aus früheren Zeiten in Potsdam gilt.

## Potsdam-West
Stadtauswärts in Richtung Werder (Havel) und Brandenburg an der Havel, direkt an der heutigen B 1 / Zeppelinstraße (früher Reichsstraße 1 / Luisenstraße), entstand in den 1920er und frühen 1930er Jahren eine weitere Wohnsiedlung, die im zeitgenössischen Stile einer Gartenstadt angelegt wurde. Diese beiden älteren Wohnviertel sind heute denkmalgeschützt und insbesondere nach 1990 auch aufwändig und umfangreich saniert worden. Gegenüber, am Havelufer, befindet sich der 25 Hektar große ehemalige Potsdamer Luftschiffhafen, wo von 1911 bis 1918 mit Stadtgas gefüllte Luftschiffe gebaut und getestet wurden. Nach Ende des Ersten Weltkriegs war Deutschland nach dem Versailler Vertrag auch die Luftschifffahrt verboten und Teile der Produktionshallen wurden als Reparationsleistungen an Frankreich demontiert und dorthin verbracht. 1924 kaufte die Stadt dieses Areal auf und errichtete dort einen Sportplatz und eine Regattastrecke.
Zu DDR-Zeiten entwickelte sich diese Sportanlage zu einem renommierten Leistungszentrum für die Leichtathletik und für den Ruder- und Kanusport. Später hat sich das Sportzentrum dann zum Olympiastützpunkt Potsdam und zur Heimat des 1. FFC Turbine Potsdam entwickelt. Bekannte Sportler des Sportzentrums am Luftschiffhafen sind etwa die Olympioniken Udo Beyer, Birgit Fischer und Sebastian Brendel.
Dort am Templiner See hat das Zentrum für Militärgeschichte und Sozialwissenschaften der Bundeswehr seinen Sitz in der Villa Ingenheim und auch die Landesbausparkasse Brandenburg und das Kongresshotel Potsdam am Luftschiffhafen sind dort ansässig.

## Wildpark

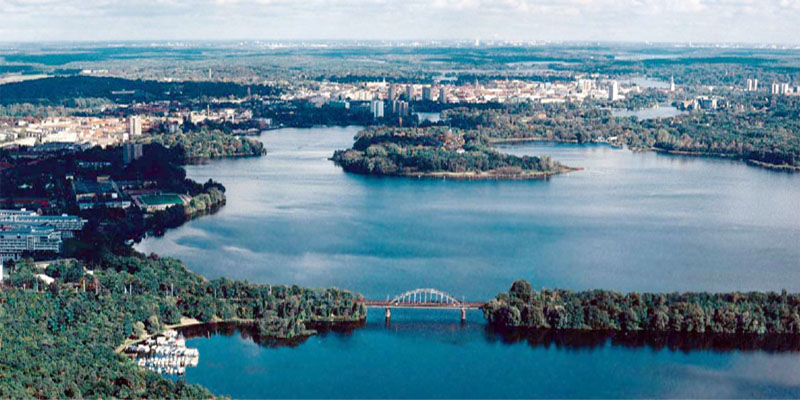
Blick auf den Nordteil des Templiner Sees

Hinter der Eisenbahnbrücke beginnt die Pirschheide am Templiner See auf der Havelseite, welche sich bis nach Geltow entlang dem Havelufer erstreckt. Hier befand sich bis 1990 auch der damalige Potsdamer Hauptbahnhof, ein Kreuzungsbahnhof, der im Zuge der Maueröffnung jedoch seinen Status verlor, seitdem Bahnhof Potsdam Pirschheide heißt und auf der Strecke zum Flughafen Berlin Brandenburg liegt. Auf der gegenüberliegenden Seite der Bundesstraße 1 befindet sich der Wildpark Potsdam, welcher sich bis zu den Ortsteilen Potsdam-Eiche und -Golm und dem Park Sanssouci erstreckt. Am Ende des Wildparkes liegen das Neue Palais und der Hauptstandort (Campus I) der Universität Potsdam; außerdem der dazugehörige Haltepunkt der Deutschen Bahn namens Bahnhof Potsdam Park Sanssouci mit dem ehemaligen Kaiserbahnhof, in dem sich heute die DB-Akademie befindet.
Einzelne Wohnbebauung befindet sich in der ebenfalls Anfang der 1920er-Jahre am Rande des Waldgebietes errichteten sogenannten Siedlung „Sonnenland“. Sie besitzt wie auch die benachbarte Siedlung „Stadtheide“ einen eher dörflichen Charakter.